# Гексафторофосфат(V) натрия
Гексафторофосфа́т(V) на́трия — неорганическое соединение, комплексный фторид фосфора и натрия с формулой Na[PF6], белые кристаллы, растворимые в воде, разлагается в горячей воде, образует кристаллогидрат.

## Получение
- Реакция пентафторида фосфора с фторидом натрия:

{\displaystyle {\mathsf {PF_{5}+NaF\ {\xrightarrow {}}\ Na[PF_{6}]}}}
- Реакция пентахлорида фосфора с фторидом натрия:

{\displaystyle {\mathsf {PCl_{5}+6NaF\ {\xrightarrow {175-230}}\ Na[PF_{6}]+5NaCl}}}
- Нейтрализация гексафторофосфорной кислоты раствором едкого натра:

{\displaystyle {\mathsf {H[PF_{6}]+NaOH\ {\xrightarrow {}}\ Na[PF_{6}]+H_{2}O}}}

## Физические свойства
Гексафторофосфат(V) натрия образует белые кристаллы, растворимые в воде. 
Образует кристаллогидрат  Na[PF6]·H2O.

## Химические свойства
- При нагревании разлагается:

{\displaystyle {\mathsf {Na[PF_{6}]\ {\xrightarrow {500-600^{o}C}}\ PF_{3}+NaF+F_{2}}}}
- Безводная соль получается сушкой кристаллогидрата в вакууме:

{\displaystyle {\mathsf {Na[PF_{6}]\cdot H_{2}O\ {\xrightarrow {80^{o}C}}\ Na[PF_{6}]+H_{2}O}}}
- Кристаллогидрат при нагревании разлагается:

{\displaystyle {\mathsf {Na[PF_{6}]\cdot H_{2}O\ {\xrightarrow {200^{o}C}}\ POF_{3}+2HF+NaF}}}
- Разлагается горячей водой:

{\displaystyle {\mathsf {Na[PF_{6}]+2H_{2}O\ {\xrightarrow {100^{o}C}}\ Na[PO_{2}F_{2}]+4HF}}}
- Разлагается кислотами при нагревании:

{\displaystyle {\mathsf {Na[PF_{6}]+HNO_{3}+2H_{2}O\ \xrightarrow {100^{o}C} \ H[PO_{2}F_{2}]+4HF+NaNO_{3}}}}
- Разлагается щелочами при нагревании:

{\displaystyle {\mathsf {Na[PF_{6}]+8NaOH\ {\xrightarrow {350-400^{o}C}}\ Na_{3}PO_{4}+6NaF+4H_{2}O}}}